# Veinazès
Le Veinazès est une micro-région naturelle de France située en Auvergne, au sud ouest du département du Cantal. C'est une partie d'un ensemble géographique naturel plus grand : la  Châtaigneraie cantalienne.

## Histoire
Le Veinazès, dont la mention la plus ancienne figure sur un document de 1324, constitua un temps l'extrémité méridionale de la vicomté de Carlat .
Le musée du Veinazès, situé au cœur de cette région, raconte son histoire.

## Géographie

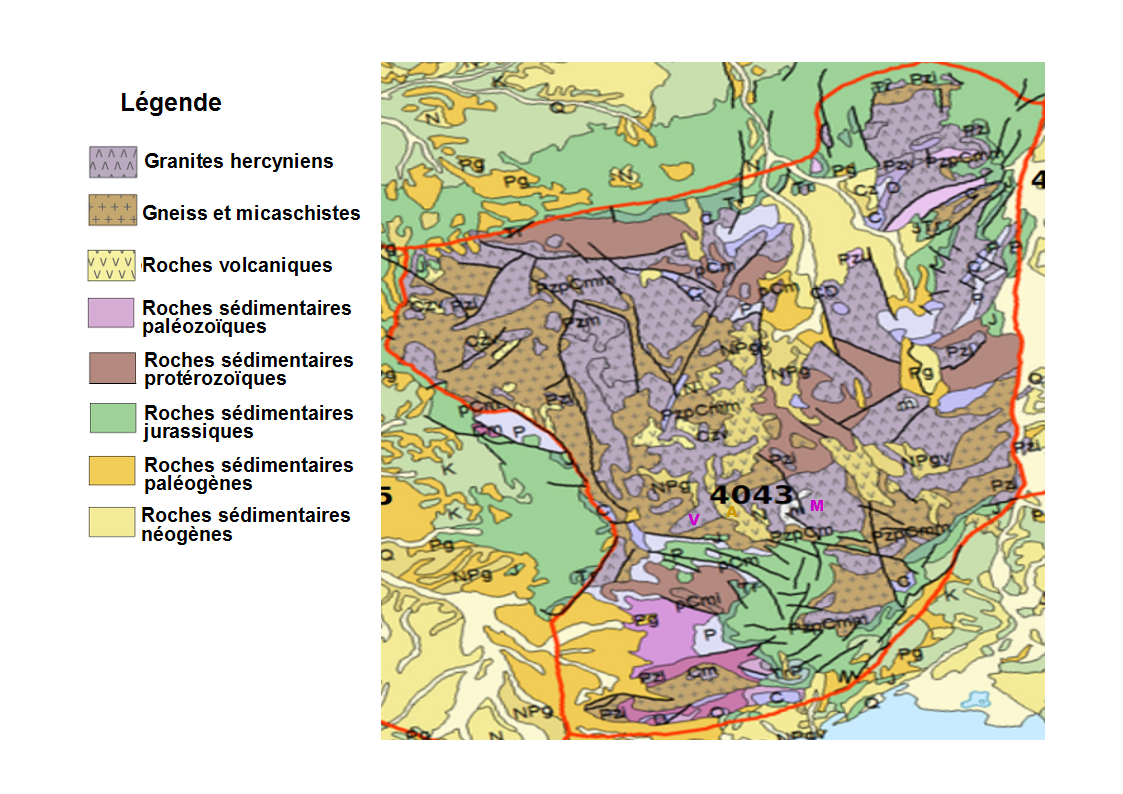
Massif granitique de Veinazès (V), séparé de celui du Margeride (M) par l'épanchement volcanique de l'Aubrac (A).

La micro-région naturelle correspond au bassin supérieur de l'Auze, modeste affluent de la rive droite du Lot qui traverse le Cantal sur 18 400 mètres. C'est une cuvette bocagère aux pentes couvertes de châtaigniers et de champs de sarrasin, entourée de plateaux couverts de landes et de bruyères (les "cams"). Depuis 1900, avec l'utilisation des amendements (la chaux, le marne), les cams se sont couverts de grosses fermes aux riches cultures tandis que le bassin de l'Auze, autrefois le plus fertile, connaissait de son côté une baisse de sa population.

## Composition
Le Veinazès correspond au territoire administratif de l'ancienne communauté de communes du Pays de Montsalvy.

| Nom                    | Code Insee | Intercommunalité                   | Superficie (km2) | Population (dernière pop. légale) | Densité (hab./km2) |
| ---------------------- | ---------- | ---------------------------------- | ---------------- | --------------------------------- | ------------------ |
| Calvinet               | 15027      | CC de la Châtaigneraie Cantalienne | 13,73            | 488 (2016)                        | 36                 |
| Cassaniouze            | 15029      | CC de la Châtaigneraie Cantalienne | 35,84            | 503 (2022)                        | 14                 |
| Junhac                 | 15082      | CC de la Châtaigneraie Cantalienne | 27,71            | 288 (2022)                        | 10                 |
| Labesserette           | 15084      | CC de la Châtaigneraie Cantalienne | 13,64            | 297 (2022)                        | 22                 |
| Lacapelle-del-Fraisse  | 15087      | CC de la Châtaigneraie Cantalienne | 15,29            | 402 (2022)                        | 26                 |
| Ladinhac               | 15089      | CC de la Châtaigneraie Cantalienne | 26,72            | 435 (2022)                        | 16                 |
| Lafeuillade-en-Vézie   | 15090      | CC de la Châtaigneraie Cantalienne | 16,54            | 591 (2022)                        | 36                 |
| Lapeyrugue             | 15093      | CC de la Châtaigneraie Cantalienne | 8,47             | 94 (2022)                         | 11                 |
| Leucamp                | 15103      | CC de la Châtaigneraie Cantalienne | 13,5             | 244 (2022)                        | 18                 |
| Montsalvy              | 15134      | CC de la Châtaigneraie Cantalienne | 20,29            | 832 (2022)                        | 41                 |
| Prunet                 | 15156      | CC de la Châtaigneraie Cantalienne | 27,34            | 686 (2022)                        | 25                 |
| Sansac-Veinazès        | 15222      | CC de la Châtaigneraie Cantalienne | 12,56            | 201 (2022)                        | 16                 |
| Sénezergues            | 15226      | CC de la Châtaigneraie Cantalienne | 17,61            | 209 (2022)                        | 12                 |
| Teissières-lès-Bouliès | 15234      | CC de la Châtaigneraie Cantalienne | 19,51            | 339 (2022)                        | 17                 |
| Vieillevie             | 15260      | CC de la Châtaigneraie Cantalienne | 9,65             | 104 (2022)                        | 11                 |